# Hidróxido de níquel(II)

Hidróxido de níquel (II) é um composto com fórmula Ni(OH)2. Apresenta-se como um pó de cor verde, insolúvel em água, não inflamável e, em condições normais, estável. Ele é utilizado em baterias recarregáveis de níquel cádmio.